# Imre Schlosser-Lakatos
Imre Schlosser-Lakatos (Budapest, 11 d'octubre de 1889 - Budapest, 19 de juliol de 1959) fou un futbolista i entrenador hongarès.

## Trajectòria
Un dels futbolistes hongaresos més importants de la història, a data de 2012 encara manté el rècord de gols a la lliga hongaresa de futbol. Pel que fa a clubs, destacà a Ferencvárosi TC i MTK Hungária FC. Durant la seva carrera marcà 417 gols en partits de lliga.
Debutà amb la selecció hongaresa el 7 d'octubre de 1906, amb només 16 anys i 256 dies, en un empat a 4 enfront de la selecció de Bohèmia. La seva trajectòria a la selecció durà més de vint anys, amb un total de 68 partits i 59 gols, amb un percentatge de 0,87 gols per partit. El 1912 va disputar la competició de futbol dels Jocs Olímpics d'Estocolm.
Fou entrenador del IFK Norrköping.

## Palmarès
Ferencvárosi TC
- Lliga hongaresa de futbol (7): 1907, 1909, 1910, 1911, 1912, 1913, 1927
- Copa hongaresa de futbol (2): 1913, 1927

MTK Hungária FC
- Lliga hongaresa de futbol (6): 1917, 1918, 1919, 1920, 1921, 1922

Individual
- Màxim golejador de la lliga hongaresa de futbol (7): 1909, 1910, 1911, 1912, 1913, 1914, 1917
- Màxim golejador europeu (4):1911, 1912, 1913, 1914[6]